# Марія Хосе Гайдано
Марія Хосе Гайдано (ісп. María José Gaidano; нар. 25 травня 1973) — колишня аргентинська тенісистка.
Найвищу одиночну позицію світового рейтингу — 85 місце досягла 4 жовтня 1993, парну — 87 місце — 5 липня 1993 року.
Здобула 2 парні титули.
Найвищим досягненням на турнірах Великого шолома було 4 коло в одиночному розряді.
Завершила кар'єру 2000 року.

## Фінали турнірів WTA

### Парний розряд 3 (2–1)
| Легенда      |
| Великий шлем |
| Tier I       |
| Tier II      |
| Tier III     |
| Tier IV & V  |

| Результат | Дата     | Турнір                                                | Покриття | Партнерка      | Суперниці                        | Рахунок       |
| --------- | -------- | ----------------------------------------------------- | -------- | -------------- | -------------------------------- | ------------- |
| Перемога  | Лип 1992 | Internazionali Femminili di Tennis di Palermo, Італія | Ґрунт    | Гелл Сіоффі    | Петра Лангрова Ана Сегура        | 6–3, 4–6, 6–3 |
| Перемога  | Тра 1993 | Belgian Open                                          | Ґрунт    | Радка Бобкова  | Анн Девріє Домінік Монамі        | 6–4, 2–6, 7–6 |
| Поразка   | Тра 1997 | Bol Open, Хорватія                                    | Ґрунт    | Маріон Маруска | Лаура Монтальво Генрієта Надьова | 3–6, 1–6      |

## Фінали ITF
| турніри $50,000 |
| турніри $25,000 |
| турніри $10,000 |

### Одиночний розряд (1–4)
| Результат | Ранг | Дата              | Турнір                       | Покриття | Суперниця              | Рахунок       |
| --------- | ---- | ----------------- | ---------------------------- | -------- | ---------------------- | ------------- |
| Перемога  | 1.   | 7 жовтня 1990     | ITF Богота, Колумбія         | Ґрунт    | Джолен Ватанабе        | 0–6, 7–5, 6–2 |
| Поразка   | 1.   | 1 вересня 1991    | ITF Белу-Оризонті, Бразилія  | Ґрунт    | Андреа Віейра          | 3–6, 4–6      |
| Поразка   | 2.   | 21 жовтня 1991    | ITF Асунсьйон, Парагвай      | Ґрунт    | Марія Лусіана Рейнарес | 3–6, 1–6      |
| Поразка   | 3.   | 11 листопада 1991 | ITF Ріо-де-Жанейро, Бразилія | Ґрунт    | Ульріке Пріллер        | 3–6, 4–6      |
| Поразка   | 4.   | 4 серпня 1996     | ITF Роенок, США              | Тверде   | Карін Міллер           | 6–1, 4–6, 0–6 |

### Парний розряд (2–4)
| Результат | Ранг | Дата             | Турнір                  | Покриття | Партнерка         | Суперниці                           | Рахунок       |
| --------- | ---- | ---------------- | ----------------------- | -------- | ----------------- | ----------------------------------- | ------------- |
| Поразка   | 1.   | 5 листопада 1990 | ITF Асунсьйон, Парагвай | Ґрунт    | Патрісія Міллер   | Вівіана Вальдовінос Джолен Ватанабе | 6–3, 4–6, 6–7 |
| Поразка   | 2.   | 28 вересня 1991  | ITF Б'єлла, Італія      | Ґрунт    | Сандра Угарріса   | Клаудія Піччіні Елена Савольді      | 1–6, 4–6      |
| Перемога  | 1.   | 2 вересня 1991   | ITF Сан-Паулу, Бразилія | Ґрунт    | Сінтія Торторелла | Россана де лос Ріос Ларісса Шерер   | 7–6(2), 6–4   |
| Перемога  | 2.   | 13 лютого 1995   | ITF Богота, Колумбія    | Ґрунт    | Андреа Віейра     | Джоанн Мур Хімена Родрігес          | 6–4, 1–6, 6–1 |
| Поразка   | 3.   | 31 березня 1997  | ITF Фінікс, США         | Тверде   | Марія Венто-Кабчі | Леа Жирарді Ніно Луарсабішвілі      | 0–6, 2–6      |
| Поразка   | 4.   | 1983             | ITF Манаус, Бразилія    | Тверде   | Джоанн Мур        | Бруна Колозіу Карла Тіене           | 6–3, 3–6, 4–6 |